# Битка при Аламана
Битката при Аламана се води между гърците и турците по време на Гръцката война за независимост през април 1821 г.

## Ход на битката
Командващият османската армия Омер Вриони напредва с 9 000 души от Тесалия, за да потуши въстанието, което избухва в Пелопонес. Атанасиос Дякос, Панургиас Панургиас и Янис Дьовонитиотис с четите си, съставени от арматолоти, (общо около 1 500 души) заемат защитни позиции край река Аламана (Сперхей), близо до Термопилите.
Атаката на Вриони принуждава Панургиас и Дьовонитиотис да отстъпят, оставяйки Дякос сам. Хората му се бият няколко часа преди да бъдат победени.

## Резултат
Въпреки загубата в битката на гърците смъртта на Дякос е основа за вълнуващ мит за героично мъченичество в гръцката национална кауза.